# Caneforia

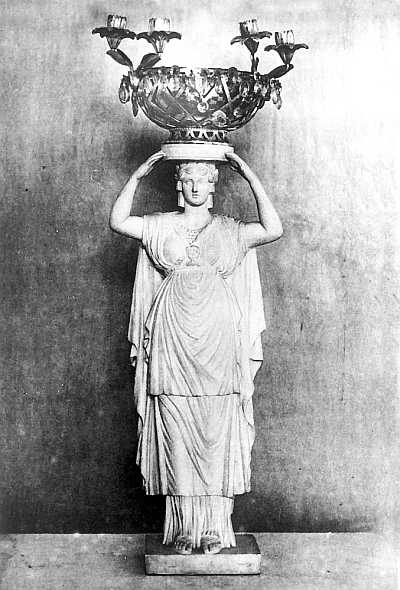
Canéfora con una cesta

La Caneforia (en griego Κανηφορία), también conocida como Proselia (griego, Προσήλια) era la ceremonia que se hacía entre los griegos el día antes de celebrarse el matrimonio. 
El padre y la madre de la esposa la conducían al templo de Minerva con un canasto de mimbres dorados lleno de ofrendas, que llevaban con gran pompa, según unos autores en las manos y según otros, sobre la cabeza para implorar la protección de la Diosa ante su nuevo estado. 
Suidas dice que era una fiesta en honor de Diana. Sabatier cree que estaba instituida entre los atenienses para honrar a Baco o según otros, en honor a Atenea. En el tiempo en que se celebraba esta fiesta, las jóvenes casaderas iban a ofrecer a Baco ciertos pequeños canastos de juncos llenos de los primeros frutos de la estación.
Aquellos que pretenden que esta fiesta se hacía en honor de Diana dicen que los cestos contenían alguna pequeña labor mujeril que ofrecían a la Diosa para manifestar con ella que se hallaban ya en estado de poder contraer matrimonio. Para Teócrito, los canastos se preparaban como una especie de honorable desagravio a la diosa Atenea, protectora de la virginidad, por abandonar ese estado, o una ceremonia para aplacar su ira. Se dice también que en estas fiestas se consagraban a la divinidad de Atenas dos jóvenes casaderas llamadas canéforas que permanecían en la ciudadela o acrópolis por todo el año que seguía a aquellas fiestas.